# 尼古拉·杜普史丹利
尼古拉·杜普史丹利（英語：Nikolai Topor-Stanley，1985年5月11日—），是一名澳洲職業足球員，司職中堅，現效力於澳職球會西部聯。
2012年球會創會從噴射機加盟並效力至今。2014年開始擔任球隊隊長，在他的帶領下球隊在亞冠盃防守穩健，擊敗多支強隊贏得冠軍。